# Boštjan Cesar
Boštjan Cesar, slovenski nogometaš, * 9. julij 1982, Ljubljana.
Leta 2005 je podpisal triletno pogodbo s klubom Olympique de Marseille. Avgusta 2007 je bil za eno sezono posojen angleškemu klubu West Bromwich Albion z možnostjo odkupa. Za Albion je prvič nastopil na tekmi ligaškega pokala proti Bournemouth, 14. avgusta 2007. Tekmo so dobili z rezultatom 1:0. V ligi je prvič nastopil na tekmi proti Blackpoolu, 23. oktobra 2007, ko je bil rezultat 2:1. Prvi gol za WBA je dosegel 2. februarja 2008 na tekmi z Burnleyom, ki jo je klub dobil z 2:1. Januarja 2009 je podpisal dveletno pogodbo s francoskim klubom Grenoble Foot 38.

## Reprezentančni goli
| #  | Datum             | Prizorišče                     | Nasprotnik | Gol za | Izid | Tekmovanje               |
| -- | ----------------- | ------------------------------ | ---------- | ------ | ---- | ------------------------ |
| 1. | 9. oktober 2004   | Arena Petrol, Celje            | Italija    | 1–0    | 1–0  | Kvalifikacije za SP 2006 |
| 2. | 11. oktober 2006  | Stadion Dinama, Minsk          | Belorusija | 1–1    | 2–4  | Kvalifikacije za EP 2008 |
| 3. | 3. marec 2010     | Ljudski vrt, Maribor           | Katar      | 2–0    | 4–1  | Prijateljska tekma       |
| 4. | 17. november 2010 | ŠRC Bonifika, Koper            | Gruzija    | 1–0    | 1–2  | Prijateljska tekma       |
| 5. | 15. avgust 2012   | Stadion Stožice, Ljubljana     | Romunija   | 1–0    | 4–3  | Prijateljska tekma       |
| 6. | 7. june 2013      | Laugardalsvöllur, Reykjavík    | Islandija  | 3–2    | 4–2  | Kvalifikacije za SP 2012 |
| 7. | 5. september 2015 | St.Jakob-Park, Basel           | Švica      | 2–0    | 2-3  | Kvalifikacije za EP 2016 |
| 8. | 12. oktober 2015  | Stadion San Marino, Serravalle | San Marino | 1–0    | 2–0  | Kvalifikacije za EP 2016 |